# Warner Chappell Music
Warner/Chappell Music, Inc. é uma companhia editora de música americana, e uma divisão da Warner Music Group. A empresa tem as suas raízes a 1811 e da fundação de Chappell & Company, uma editora de música e loja de instrumentos na Bond Street de Londres que, em 1929, começou um período de rápida expansão em Presidente Louis Dreyfus, incluindo a aquisições de M. Witmark & Sons, Remick Music Corporation, Harms Inc., Chappell & Co., Tamerlane Music, entre outros.
A Warner/Chappell foi criada em 1987, quando a Warner Communications comprou Chappell & Co. e é classificado por Music & Copyright, como a terceira maior editora de música do mundo, com um catálogo de mais de um milhão de canções e uma lista de mais de 65 mil compositores. Entre as músicas na biblioteca da empresa estão "Happy Birthday To You" e "Winter Wonderland".
Em 2005, a Warner/Chappell vendeu mais de sua divisão de música impressa, a Warner Bros Publications, a Alfred Publishing, e, em 2006, lançou o Pan European Digital Licensing Initiative (P.E.D.L.). Em 2007, quando o grupo Radiohead lançou In Rainbows através de seu website em um modelo de pay-what-you-wish, a Warner/Chappell criou uma simplificada, o processo de licenciamento one-of-a-kind para as músicas do álbum que permitiu os direitos usuários de todo o mundo para assegurar o uso da música em um único local.
Em 2007, a empresa adquiriu Non-Stop Music. Além disso, em 2010, adquiriu também a 615 Music, uma empresa de produção musical sediada em Nashville e, em 2011, adquiriu Southside Independent Music Publishing e seu catálogo de compositores de sucesso, incluindo Bruno Mars, Brown Brody e Rotem JR.